# Eleccions legislatives italianes de 1983
Les eleccions legislatives italianes de 1983 se celebraren el 26 de juny. Es caracteritzaren per un augment significatiu dels vots per al PRI, gràcies al carisma del seu cap Giovanni Spadolini, i pel fet que, per primer cop, la DCI va obtenir menys del 35% dels vots, i que la diferència de vots amb els del PCI foren de poc menys del milió de vots.

## Cambra dels Diputats
| ← Eleccions legislatives italianes, 1983 →       |            |        |        |
| Partits                                          | vots       | %      | escons |
| Democràcia Cristiana Italiana (DC)               | 12.153.081 | 32,93  | 225    |
| Partit Comunista Italià (PCI)                    | 11.032.318 | 29,89  | 198    |
| Partit Socialista Italià (PSI)                   | 4.223.362  | 11,44  | 73     |
| Moviment Social Italià - Dreta Nacional (MSI-DN) | 2.511.487  | 6,81   | 42     |
| Partit Republicà Italià (PRI)                    | 1.874.512  | 5,08   | 29     |
| Partit Socialista Democràtic Italià (PSDI)       | 1.508.234  | 4,09   | 23     |
| Partit Liberal Italià (PLI)                      | 1.066.980  | 2,89   | 16     |
| Partit Radical (PR)                              | 809.810    | 2,19   | 11     |
| Democràcia Proletària (DP)                       | 542.039    | 1,47   | 7      |
| Südtiroler Volkspartei (SVP)                     | 184.940    | 0,50   | 3      |
| Lliga Vèneta                                     | 125.311    | 0,34   | 1      |
| Partit Sard d'Acció                              | 91.923     | 0,25   | 1      |
| UV - UVP - Dem. Pop.                             | 28.086     | 0,08   | 1      |
| Partit Nacional dels Pensionistes                | 503.461    | 1,36   | 0      |
| Llista per Trieste (LpT)                         | 92.101     | 0,25   | 0      |
| altres                                           | 158.360    | 0,43   | 0      |
| Totale                                           | 36.906.005 | 100,00 | 630    |

## Senat d'Itàlia
| Partits                                          | vots       | vots (%) | escons |
| ------------------------------------------------ | ---------- | -------- | ------ |
| Democràcia Cristiana Italiana (DC)               | 10.081.819 | 32,42    | 120    |
| Partit Comunista Italià (PCI)                    | 9.579.699  | 30,81    | 107    |
| Partit Socialista Italià (PSI)                   | 3.541.101  | 11,39    | 38     |
| Moviment Social Italià - Dreta Nacional (MSI-DN) | 2.283.870  | 7,34     | 18     |
| Partit Republicà Italià (PRI)                    | 1.452.912  | 4,67     | 10     |
| Partit Socialista Democràtic Italià (PSDI)       | 1.183.912  | 3,81     | 8      |
| Partit Liberal Italià (PLI)                      | 834.228    | 2,68     | 6      |
| Partit Radical (PR)                              | 548.863    | 1,77     | 1      |
| Südtiroler Volkspartei (SVP)                     | 157.478    | 0,51     | 3      |
| PLI - PRI                                        | 127.394    | 0,41     | 1      |
| Lliga Vèneta                                     | 91.137     | 0,29     | 1      |
| Partit Sard d'Acció                              | 76.848     | 0,25     | 1      |
| UV - UVP - Dem.Pop.                              | 26.547     | 0,09     | 1      |
| altres                                           | 1.110.393  | 3,57     | 0      |
| Total                                            | 31.096.201 | 100,00   | 315    |